# Erika Durban-Hofmann
Erika Durban-Hofmann (geborene Erika Hofmann; * 1922 in Königsberg-Juditten; † 21. Dezember 2005 in Unterschleißheim bei München) war eine deutsche Malerin, Grafikerin und Buchautorin. Sie gehörte zu den wenigen Künstlern ostdeutscher Herkunft, die ihr Schaffen in den Dienst der Erinnerung an ihre Heimat stellten.

## Leben
Aufgewachsen am Aryssee im Landkreis Lyck entdeckte sie ihre Liebe zur Malerei. Mit 17 Jahren begann sie ihr Studium an der Kunst- und Gewerkschule Königsberg bei Professor Eduard Bischoff an der Königsberger Kunstakademie. Dort studierte sie bis zum Herbst 1944 Bildkomposition und Porträtmalerei, zudem Grafik bei Norbert Dolezich.
Während eines Studienaufenthaltes auf der Kurischen Nehrung verbrachte sie mehrere Wochen in der Künstlerkolonie Nidden. Während ihres Studiums war sie als gestaltende Mitwirkende an den Vorbereitungsarbeiten zur Deutschen Ostmesse beteiligt, entwarf Plakate für den Königsberger Tiergarten und für den sechs Meter hohen Bogen zur Eingangshalle des Messegeländes und malte in Öl zahlreiche Vogelbilder für den Tiergarten.
Nach dem Zweiten Weltkrieg gelangte sie nach München und heiratete dort 1956 den akademischen Kunstmaler Carl Durban, der ein Atelier in der Thierschstraße 27 hatte. Mit ihm arbeitete sie auf künstlerischem Gebiet eng zusammen. In dieser Zeit übernahm Erika Durban Aufträge für Buchgrafik bei Verlagen, gestaltete Buchtitel und Illustrationen, insbesondere für Jugendbücher und Anthologien, und arbeitete als erfolgreiche Designerin für Porzellanmalerei bei den Manufakturen Arzberg und Hutschenreuther.
In den Jahren 1982–1983 schuf sie für die Sammlungen der Ost- und Westpreußenstiftung in Bayern ihren aus zehn großformatigen Zeichnungen bestehenden Zyklus zum Thema „Leid der Vertreibung“, der in Kopien im Haus des Deutschen Ostens ausgestellt ist und in der neuerrichteten Ausstellung der Stiftung „Das östliche Ostpreußen“ in Oberschleißheim wieder original gezeigt werden soll.
Weitere Werke ihres künstlerischen Schaffens, darunter zahlreiche Landschafts- und Porträtbilder, werden in der neuen Ausstellung der Stiftung zu sehen sein. Neben Pinsel und Zeichenstift nutzte Erika Durban auch Gespräche, Vorträge und schriftliche Darlegungen, um ihrer Heimat Ostpreußen ein Denkmal zu setzen.

## Bücher (Auswahl)

### Als Autorin Erika Durban
- Im Weihnachtswald. Favorit-Verlag, Rastatt, 1967.
- Wie spät ist es?. Favorit-Verlag, Rastatt, 1972.
- Muttis schönste Märchen. Favorit-Verlag, Rastatt, 1973.
- Muttis Märchenkiste. Favorit-Verlag, Rastatt, 1973.
- Mutti erzählt Märchen. Favorit-Verlag, Rastatt, 1973.
- Muttis Märchenschatz. Favorit-Verlag, Rastatt, 1973.

### Als Illustratorin
- Ingeborg Braun: Das Zwergenfest. Pestalozzi Verlag, Erlangen 1973.
- Ingeborg Braun: Das Sommerfest der Zwerge. Pestalozzi Verlag, Erlangen 1981.